# Trachelyopterus lucenai
Trachelyopterus lucenai is een straalvinnige vissensoort uit de familie van de houtmeervallen (Auchenipteridae). De wetenschappelijke naam van de soort is voor het eerst geldig gepubliceerd in 1995 door Bertoletti, Pezzi da Silva & Pereira.